# Fehér László (színművész)
Fehér László (Beregszász, 1990. április 25. –) magyar színművész.

## Életpályája
1990-ben született a kárpátaljai Beregszászban. 1996 és 2005 között a Beregszászi Illyés Gyula Magyar Nemzeti Színház stúdiójában tanult, ahol édesapja világosító volt. 2005 és 2009 között a debreceni Ady Endre Gimnázium tanulója volt. 2009 és 2014 között a Színház- és Filmművészeti Egyetem hallgatója volt. Diplomaszerzése óta a Forte Társulat mellett több színházban is vendégszerepelt. 2025-től a Nemzeti Színház tagja.

## Filmes és televíziós szerepei
- Isteni műszak (2013)
- Aranyélet (2016)
- Foglyok (2019)
- A Séf meg a többiek (2022)
- Keresztanyu (2022)
- A renitens (2025)